# Veronica Cybo-Malaspina
Veronica Cybo-Malaspina (o Cibo-M.) (Massa, 10 dicembre 1611 – Roma, 10 settembre 1691) è stata una nobildonna italiana del XVII secolo, passata alla storia come presunta mandante dello spaventoso omicidio dell'amante del marito.

## Biografia

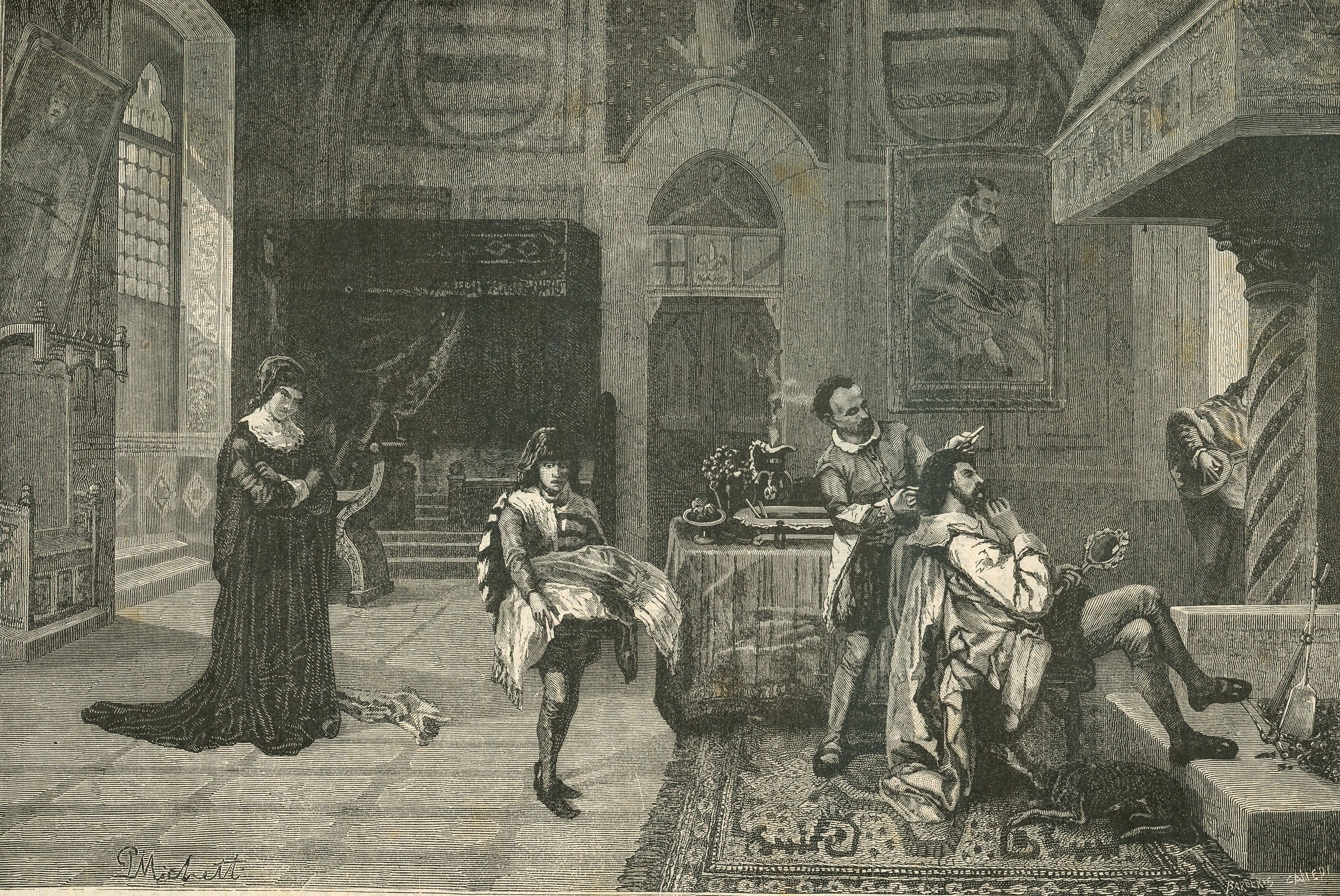
Donna Veronica Cybo fa portare la testa di Caterina Canacci
(xilografia di F.S. Altamura - 1884)

### I primi anni e il matrimonio
Nata a Massa il 10 dicembre 1611, Veronica era la figlia quartogenita di Carlo I Cybo-Malaspina, principe sovrano di Massa e Carrara, e di sua moglie, la nobildonna genovese Brigida Spinola.
Seppur, come ricordato da alcuni cronisti dell'epoca, non dotata di particolare bellezza, la sua ricchezza e la posizione strategica che il ducato paterno ricopriva nei domini toscani, fece sì che della sua persona si interessasse, quando era ancora quindicenne, la granduchessa Maria Maddalena d'Austria, vedova di Cosimo II de' Medici, la quale la propose in sposa al marchese Jacopo Salviati, il cui padre, alla fine del XVI secolo, aveva ereditato vasti possedimenti a Roma, presso Giuliano, col titolo di marchese. Il contratto matrimoniale tra le due famiglie venne stipulato il 10 aprile 1627 e le nozze si svolsero a Massa durante il periodo di carnevale dell'anno successivo con uno sfarzo eccezionale. Papa Urbano VIII, in quell'occasione, decise di elevare Jacopo alla dignità di duca sui suoi feudi romani.

### L'assassinio di Caterina Canacci

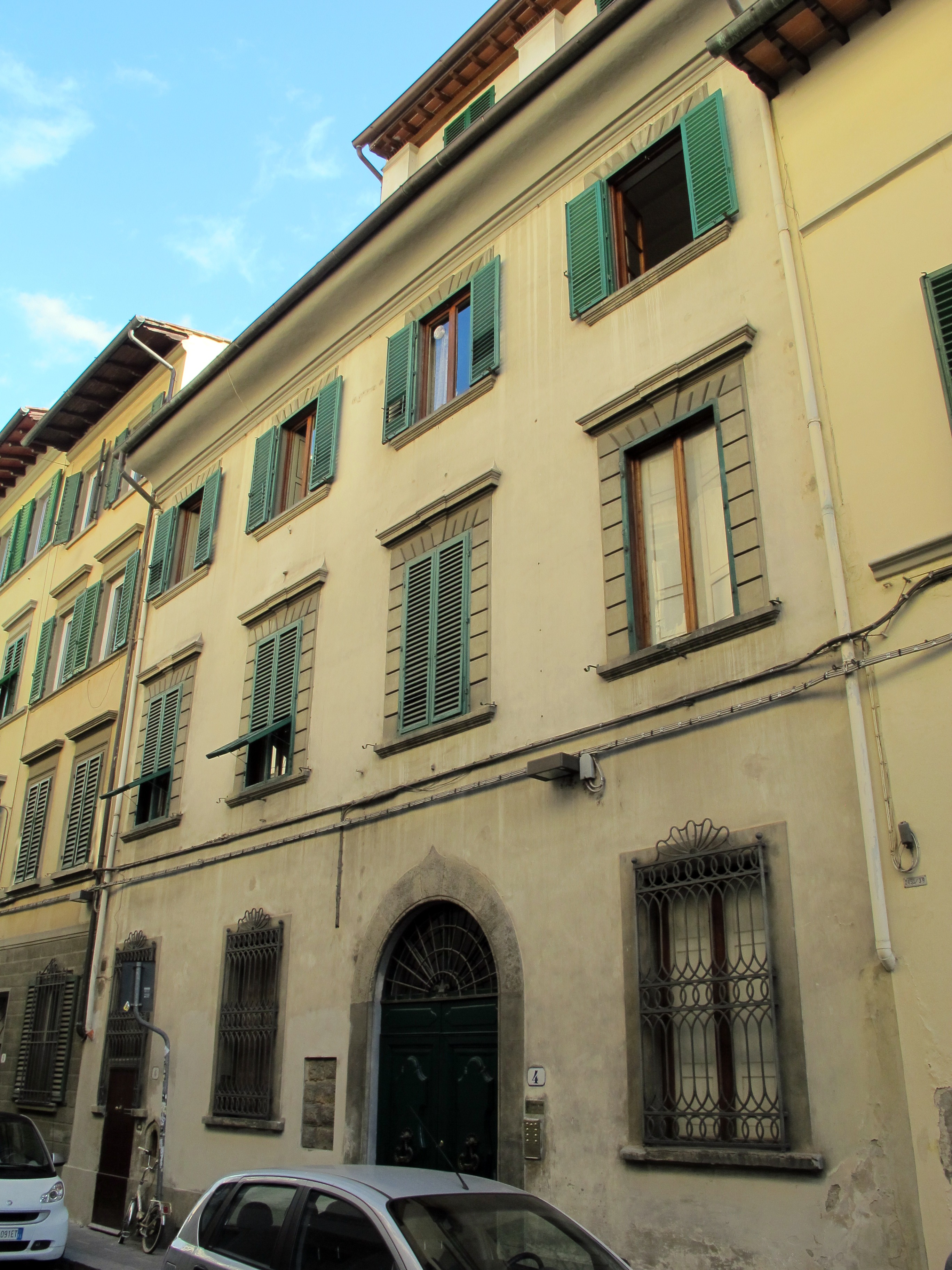
L'attuale abitazione derivata dalla casa della famiglia Canacci in via dei Pilastri, n.4 a Firenze dove venne compiuto il delitto di Caterina Brogi su mandato di Veronica Cybo-Malaspina

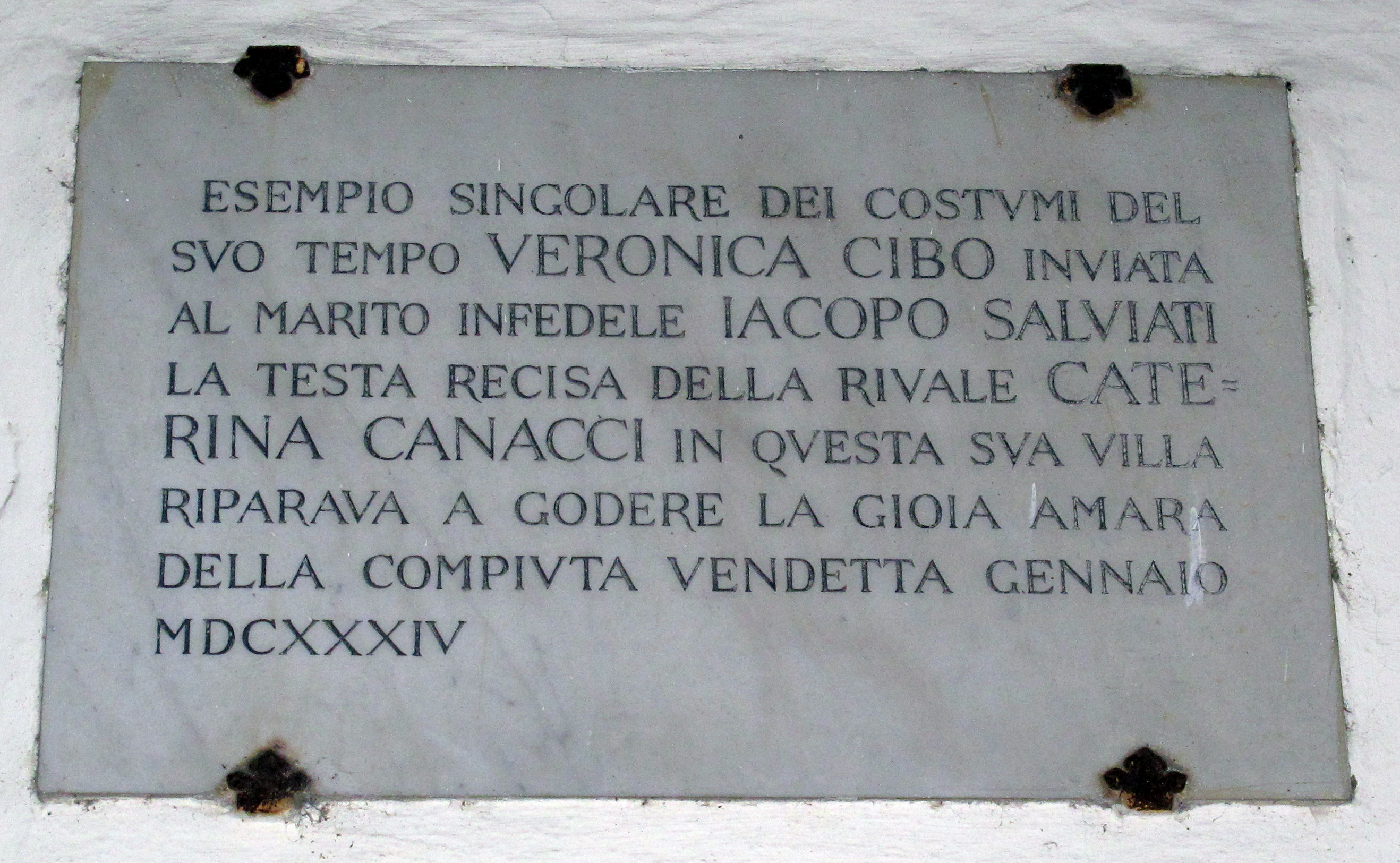
Lapide che ricorda Veronica Cybo nell'ex Villa di San Cerbone, poi Serristori, a Figline Valdarno

La coppia rimase a risiedere a Firenze nel palazzo della famiglia Salviati, ma certamente la loro vita matrimoniale non fu felice e Jacopo prese a frequentare altre donne fiorentine, fatto che rese i rapporti tra i due sempre più tesi ed aspri. L'uomo si legò in particolare con Caterina Brogi (1608-1633), donna fiorentina celebre per la sua bellezza, la quale viveva separata dal marito Giustino Canacci, un uomo molto più anziano di lei, dal quale aveva pure avuto dei figli. Quando ben presto la relazione divenne di dominio pubblico, si è detto che Veronica, incontrando Caterina in una chiesa, la minacciasse pubblicamente «di fiera vendetta» se non desisteva dalle sue tresche con Salviati, non senza però che l'altra, per niente intimidita, le rispondesse apertamente per le rime (questo episodio non appare suffragato dalle fonti). Si è detto anche che Veronica, seriamente intenzionata a sbarazzarsi della scomoda rivale di cui era profondamente gelosa, decidesse di contattare Bartolomeo e Francesco Canacci, figliastri della donna, nati da un precedente matrimonio di Giustino, incitandoli a vendicare l'onore dell'anziano padre e della famiglia, macchiato dallo sfacciato adulterio di Caterina.
Secondo le cronache, quindi, la sera del 31 dicembre 1633, un gruppo di sicari appositamente giunti da Massa si sarebbe portato a casa di Caterina (la quale era già incinta di pochi mesi di Jacopo) in Via dei Pilastri, e qui ella venne trucidata insieme alla sua fantesca; i corpi, fatti a pezzi, vennero gettati in parte in un pozzo ed in parte nell'Arno, mentre la testa di Caterina, staccata dal corpo, sarebbe stata riportata a Veronica come prova dell'atto compiuto, e da questa fatta recapitare in un cesto al marito, coperta da alcuni panni di biancheria.
Le indagini sul delitto coinvolsero immediatamente tutti i membri adulti della famiglia Canacci, i quali furono imprigionati e trattenuti a lungo, finché Bartolomeo, sotto tortura, non confessò di aver compiuto l'assassinio, senza tuttavia coinvolgere altri. Bartolomeo venne pubblicamente decapitato, non però fuori della Porta alla Croce, come previsto, ma, su supplica al granduca da parte di una sua figlioletta, sulla porta della guardia del Bargello (in modo da così evitare «la vituperosa processione» fino al patibolo). Suo fratello Francesco riuscì a resistere alla tortura e non confessò alcunché, ma fu comunque condannato al confino fuori Firenze: inizialmente comunque lo autorizzarono a  permanere in città, in una sorta di arresti domiciliari, per potersi curare dalle conseguenze delle torture subite, e poi, l'anno dopo, lo graziarono. Gli altri membri della famiglia furono rilasciati per insufficienza di prove, ma tutti furono costretti a pagare le onerose spese processuali.

### Gli anni successivi
Il nome di Veronica non venne mai fatto nel corso del processo, ma il marito si rifiutò di riaccoglierla nella propria casa e per questo ella dapprima si trasferì nella  villa di San Cerbone, proprietà dei Salviati presso Figline Valdarno, per poi lasciare definitivamente lo Stato fiorentino e stabilirsi nel palazzo di famiglia a Roma. Ben presto comunque la coppia si rappacificò e tornò a convivere, come è testimoniato da una lettera del cardinale Alderano Cybo, fratello di Veronica, datata 28 marzo 1641.
Veronica morì a Roma il 10 settembre 1691 a palazzo Salviati alcune ore dopo aver fatto testamento. La sua salma venne tumulata nella basilica romana di Santa Maria sopra Minerva, nella cappella di famiglia. 

## Matrimonio e figli
Sposò a Massa il 28 febbraio 1628 (il contratto nuziale era stato già stipulato il 10 aprile 1627) il marchese (poi duca) Jacopo Salviati di Giuliano, figlio ed erede di Lorenzo Salviati e di sua moglie Maddalena Strozzi. La coppia ebbe tre figli:
- Francesco Maria (29 dicembre 1629 - 3 settembre1698[7]), II duca di Giuliano, sposò Caterina Sforza (1644 - 1698), figlia di Paolo Sforza, marchese di Proceno[8];
- Lorenzo (1631 - 1674), chierico;
- Carlo (o Cosimo, 1632/1633 - 1674).

## Albero genealogico
|                                        |                                    |                                      | Genitori                                      |  |  | Nonni |  |  | Bisnonni                  |  |  | Trisnonni    |  |
|                                        |                                    |                                      |                                               |  |  |       |  |  | Alberico I Cybo-Malaspina |  |  | Lorenzo Cybo |  |
|                                        |                                    |                                      |                                               |  |  |       |  |  | Alberico I Cybo-Malaspina |  |  | Lorenzo Cybo |  |
|                                        |                                    | Ricciarda Malaspina                  |                                               |  |  |       |  |  | Alberico I Cybo-Malaspina |  |  |              |  |
| Alderano Cybo-Malaspina                |                                    |                                      |                                               |  |  |       |  |  | Alberico I Cybo-Malaspina |  |  |              |  |
|                                        |                                    | Elisabetta della Rovere              | Francesco Maria I Della Rovere                |  |  |       |  |  |                           |  |  |              |  |
|                                        |                                    | Elisabetta della Rovere              | Francesco Maria I Della Rovere                |  |  |       |  |  |                           |  |  |              |  |
|                                        |                                    | Elisabetta della Rovere              | Eleonora Gonzaga Della Rovere                 |  |  |       |  |  |                           |  |  |              |  |
| Carlo I Cybo-Malaspina                 |                                    | Elisabetta della Rovere              |                                               |  |  |       |  |  |                           |  |  |              |  |
|                                        |                                    | Francesco d'Este                     | Alfonso I d'Este                              |  |  |       |  |  |                           |  |  |              |  |
|                                        |                                    | Francesco d'Este                     | Alfonso I d'Este                              |  |  |       |  |  |                           |  |  |              |  |
|                                        |                                    | Francesco d'Este                     | Lucrezia Borgia                               |  |  |       |  |  |                           |  |  |              |  |
| Marfisa d'Este                         |                                    | Francesco d'Este                     |                                               |  |  |       |  |  |                           |  |  |              |  |
|                                        |                                    | …                                    | …                                             |  |  |       |  |  |                           |  |  |              |  |
|                                        |                                    | …                                    | …                                             |  |  |       |  |  |                           |  |  |              |  |
|                                        |                                    | …                                    | …                                             |  |  |       |  |  |                           |  |  |              |  |
| Veronica Cybo-Malaspina                |                                    | …                                    |                                               |  |  |       |  |  |                           |  |  |              |  |
|                                        | Niccolò Spinola, patrizio genovese | Luca Spinola, patrizio genovese      |                                               |  |  |       |  |  |                           |  |  |              |  |
|                                        | Niccolò Spinola, patrizio genovese | Luca Spinola, patrizio genovese      |                                               |  |  |       |  |  |                           |  |  |              |  |
|                                        | Niccolò Spinola, patrizio genovese | Paola Fogliani, patrizia genovese    |                                               |  |  |       |  |  |                           |  |  |              |  |
| Giannettino Spinola, patrizio genovese | Niccolò Spinola, patrizio genovese |                                      |                                               |  |  |       |  |  |                           |  |  |              |  |
|                                        |                                    | Placida Doria, patrizia genovese     | Giannettino Doria, patrizio genovese          |  |  |       |  |  |                           |  |  |              |  |
|                                        |                                    | Placida Doria, patrizia genovese     | Giannettino Doria, patrizio genovese          |  |  |       |  |  |                           |  |  |              |  |
|                                        |                                    | Placida Doria, patrizia genovese     | Ginetta Centurione, patrizia genovese         |  |  |       |  |  |                           |  |  |              |  |
| Brigida Spinola, patrizia genovese     |                                    | Placida Doria, patrizia genovese     |                                               |  |  |       |  |  |                           |  |  |              |  |
|                                        |                                    | Stefano De Mari, patrizio genovese   | Francesco De Mari, patrizio genovese          |  |  |       |  |  |                           |  |  |              |  |
|                                        |                                    | Stefano De Mari, patrizio genovese   | Francesco De Mari, patrizio genovese          |  |  |       |  |  |                           |  |  |              |  |
|                                        |                                    | Stefano De Mari, patrizio genovese   | Lelia Pallavicini, patrizia genovese          |  |  |       |  |  |                           |  |  |              |  |
| Diana De Mari, patrizia genovese       |                                    | Stefano De Mari, patrizio genovese   |                                               |  |  |       |  |  |                           |  |  |              |  |
|                                        |                                    | Veronica Grimaldi, patrizia genovese | Giovanni Battista Grimaldi, patrizio genovese |  |  |       |  |  |                           |  |  |              |  |
|                                        |                                    | Veronica Grimaldi, patrizia genovese | Giovanni Battista Grimaldi, patrizio genovese |  |  |       |  |  |                           |  |  |              |  |
|                                        |                                    | Veronica Grimaldi, patrizia genovese | Maddalena Pallavicini, patrizia genovese      |  |  |       |  |  |                           |  |  |              |  |
|                                        |                                    | Veronica Grimaldi, patrizia genovese |                                               |  |  |       |  |  |                           |  |  |              |  |

## La leggenda
La storia leggendaria del delitto commissionato da Veronica, «duchessa di San [sic] Giuliano», ha goduto di una certa fortuna, soprattutto nella letteratura romantica toscana dell'Ottocento, e la nobildonna massese (e anche la sfortunata Caterina) sono diventate protagoniste di racconti storici romanzati, di componimenti poetici, nonché di trasposizioni teatrali e melodrammatiche. La principale di queste opere, il romanzo storico di Francesco Domenico Guerrazzi del 1837, intitolato Veronica Cybo Duchessa di San Giuliano, godé di una certa rinomanza, venendo ristampato a più riprese, e anche tradotto in tedesco e, per ben due volte, in francese. Si riporta qui di seguito un elenco, non esaustivo, di tale letteratura:
- Frediano Aurelio Angeloni, Veronica Cibo - Poemetto storico-romantico in tre canti, Lucca, Baroni, 1867
- Vincenzo Bellagambi, Veronica Cybo penitente, dramma storico in 4 atti o epoche, Firenze, Romei, 1864.
- Ranieri Forti, Veronica Cybo : cantica drammatica, Firenze, 1859
- Paolo Gasperi, Veronica Cybo Duchessa di San. Giuliano, Tragedia, in id., Monumento poetico dedicato al popolo italiano, Livorno, La Minerva, 1863,  pp. 9-58.
- Francesco Domenico Guerrazzi, Veronica Cybo Duchessa di San Giuliano, Livorno, Rossi, 1837/1857.
- (FR) Michel Mielvacque de Lacour, Veronica Cybo, duchesse de San-Giuliano. Histoire d'un tableau . Récit authentique tiré des Annales Florentines, Parigi, Alcan-Lévy, 1888.
- Giuseppe Notaro, L'amante di Jacopo Salviati e altre storie, Società Editrice Fiorentina, 2011, ISBN 9788860321817
- Giovanni Peruzzini/Marco Marcelliano Marcello (libretto) e Achille Graffigna (musica), Véronique Cybo ou La duchesse de San Giuliano. Mélodrame tragique en trois parties, rappresentato al Théatre Impérial Italien di Parigi, nel marzo 1855, Parigi, Levy Frères, 1855. L'opera fu più volte ripresa, con titolo italianizzato, fino al 1881, in diverse città del Centro-Nord Italia[11]
- N.N. (ma Giovanni Peruzzini)[12] (libretto) e Giovanni Battista Meiners (musica), Veronica Cybo, duchessa di S. Giuliano melodramma tragico in 4 atti, rappresentato al Teatro della Pergola di Firenze, il 21 febbraio 1866, Firenze, Fioretti, 1866.
- A. G. Valori, Veronica Cybo nei Salviati ovvero effetti tragici della gelosia - 1636 - romanzo storico, Firenze, Faini, 1841
- Ifigenia Zauli Sajani, Veronica Cybo, dramma storico in 5 parti, Bologna s.d
- Elisa Zwonar, Veronica Cibo tragedia lirica in tre atti, Venezia, Ricci, 1857.
- N.N., Veronica Cybo ovvero il terribile assassinio commesso sulla persona di Caterina Canacci, Firenze, Salani, 1873

Dalla tragedia Veronica Cybo di Riccardo Olivieri, rappresentata, «con buon esito», a Teramo nel 1907, ma a quanto pare mai pubblicata, fu anche tratto, nel 1910, un omonimo film di Mario Caserini.
Sul web trova qualche diffusione la voce che il fantasma di Veronica continui a frequentare la dimora dei Serristori a Figline Valdarno, quella villa di San Cerbone dove  fu trasferito, verso la fine del XIX secolo l'Ospedale Serristori e in cui sono oggi ubicati gli uffici dell'attuale ospedale.